# SM U-52
SM U-52 – niemiecki okręt podwodny typu U-51 zbudowany w Kaiserliche Werft w Gdańsku w latach 1915-1916. Wodowany 8 grudnia 1915 roku, wszedł do służby w Cesarskiej Marynarce Wojennej 16 marca 1916 roku. Służbę rozpoczął w I Flotylli, a jego dowódcą został kapitan Hans Walther. U-48 w czasie czterech patroli zatopił 2 okręty wojenne o łącznej wyporności18 150 BRT jeden uszkodził, 30 statków o  pojemności 70 856 BRT oraz cztery uszkodził. 25 maja 1916 roku okręt został przydzielony do II Flotylli. 
Pierwszym zatopionym statkiem był brytyjski niewielki trawler HMT Onward o  pojemności 266 BRT, co nastąpiło 11 lipca 1916 roku w okolicach Aberdeen. 19 sierpnia 1917 roku U-52 zatopił HMS Nottingham, brytyjski lekki krążownik o wyporności 5400 BRT. W wyniku ataku zginęło 38 członków załogi. 
25 listopada 1916 roku U-52 zatopił francuski pancernik Suffren o wyporności 12 750 BRT. Okręt został zatopiony w wyniku ataku torpedowego około 90 mil na zachód od Lizbony. W wyniku ataku okręt zatonął w ciągu paru minut. Nikt z 648 członków załogi nie ocalał. 
24 lipca 1917 roku w czasie patrolu w okolicy wyspy Fair w archipelagu Szetlandów, U-52 storpedował brytyjski okręt podwodny HMS C34. Zginęła prawie cała załoga łącznie z dowódcą Lt. I. S. Jeffersonem, ocalał tylko jeden marynarz, który został wyłowiony przez załogę okrętu U-52.
21 listopada 1918 roku U-52 został poddany marynarce Zjednoczonego Królestwa. W 1922 roku okręt został zniszczony.